# Vareuptychia
Vareuptychia är ett släkte av fjärilar. Vareuptychia ingår i familjen praktfjärilar.
Kladogram enligt Catalogue of Life:
| Vareuptychia | \| \| Vareuptychia cleophes \| \| \| \| \| \| Vareuptychia pieria \| \| \| \| \| \| Vareuptychia pompilia \| \| \| \| \| \| Vareuptychia similis \| \| \| \| \| \| Vareuptychia themis \| \| \| \| \| \| Vareuptychia undina \| \| \| \| \| \| Vareuptychia usitata \| \| \| \| |
|              | \| \| Vareuptychia cleophes \| \| \| \| \| \| Vareuptychia pieria \| \| \| \| \| \| Vareuptychia pompilia \| \| \| \| \| \| Vareuptychia similis \| \| \| \| \| \| Vareuptychia themis \| \| \| \| \| \| Vareuptychia undina \| \| \| \| \| \| Vareuptychia usitata \| \| \| \| |
|              | Vareuptychia cleophes |
|              | |
|              | Vareuptychia pieria |
|              | |
|              | Vareuptychia pompilia |
|              | |
|              | Vareuptychia similis |
|              | |
|              | Vareuptychia themis |
|              | |
|              | Vareuptychia undina |
|              | |
|              | Vareuptychia usitata |
|              | |